# علامات الوجود الثلاث
وفقا للتقاليد البوذية فإن كل الظواهر عدى النيرفانا تتميز بثلاث خصائص يطلق عليها اسم علامات الوجود الثلاث، والتي يشار إليها أحيانا باسم أختام الدارما وهي المؤقتية، والمعاناة، واللاذاتية (والذي يفهم على نحو أفضل بأنه 'عدم وجود شيء ثابت مطلق').